# Siegmund Friedrich Gehres
Siegmund Friedrich Gehres (* 25. September 1760 in Pforzheim; † 4. Juli 1837 in Grötzingen (Karlsruhe)) war ein badischer Beamter und Autor historischer Werke.

## Leben
Gehres arbeitete zunächst als Schreiber in Pforzheim und Durlach, ab 1803 dann in der badischen Landesverwaltung als Kanzlist, Sekretär und Revisor, zuletzt als Finanzministerialrevisor. Er veröffentlichte ab 1792 eine Reihe von kompilatorischen Stadtchroniken, darunter auch zu seiner Heimatstadt Pforzheim.

## Werke
siehe Wikisource